# Эйтан, Рафи
Рафаэ́ль (Ра́фи) Эйта́н (ивр. רפאל (רפי) איתן‎; 23 ноября 1926 — 23 марта 2019) — один из руководителей израильской разведки, израильский политический и государственный деятель. Министр по делам пенсионеров (2007—2009), депутат Кнессета 17-го созыва.

## Биография
Родился 23 ноября 1926 года в кибуце Эйн-Харод. Его родители приехали в подмандатную Палестину из СССР в 1923 году. В возрасте 12 лет Рафи вступил в ряды еврейской подпольной военизированной организации Хагана. В дальнейшем стал членом ударных боевых отрядов Хаганы — Пальмаха.
Во время Второй мировой войны принимал участие в приёме нелегальных иммигрантов. Принимал участие в диверсионных акциях против англичан, в частности во взрыве радарной станции на горе Кармель. Для этого ему пришлось долго пробираться к объекту по канализационным трубам.
После Войны за Независимость демобилизовался в 1949 году и занялся животноводством. Эйтан получил около 900 дунамов земли в западном районе Негева, возле реки Шикмим.
В 1950 году Иссер Харель пригласил его работать в Шабак. В 1955 году вслед за Харелем перешёл на работу в «Моссад» и возглавил оперативный отдел.
В мае 1960 года был руководителем оперативной группы «Моссада» при поимке в Аргентине нацистского преступника Адольфа Эйхмана. В дальнейшем работал в «Моссаде», возглавлял научно-технический отдел.
В 1972 году вышел в отставку и занимался бизнесом, в 1978 году по приглашению Ариэля Шарона вернулся на государственную службу и был назначен на пост советника премьер-министра по борьбе с терроризмом.
В 1981 году был назначен премьер-министром Израиля Менахемом Бегиным на пост главы спецслужбы «Лакам».
21 ноября 1985 года в Вашингтоне был арестован аналитик военно-морской разведки США Джонатан Поллард, который оказался израильским шпионом, работавшим на «Лакам». Поллард был приговорён к пожизненному заключению. Жена Полларда на сайте израильской газеты «Маарив» пишет: «Ценой свободы израильского агента Эйтан спас свою шкуру, а уже в 1998 году признался, что не может себе простить, что не застрелил Полларда, когда тот приехал в израильское посольство (в соответствии с инструкциями), спасаясь от ареста».
В 1986 году израильский техник-ядерщик Мордехай Вануну через газету «Санди Таймс» раскрыл всему миру секрет о наличии у Израиля ядерного оружия. «Лакам», отвечавший за безопасность реактора в Димоне, не заметил, что Вануну пронёс на охраняемый объект фотоаппарат и долгое время фотографировал его.
После этих двух провалов «Лакам» был распущен, его функции переданы другим спецслужбам, а Рафи Эйтан отправлен в отставку.
После отставки с поста руководителя «Лакам» Эйтан возглавил концерн «Химикалим Ле-Исраэль». После ухода в отставку с этого поста в 1990 году занимался предпринимательской деятельностью.
В 2006 году, накануне выборов в Кнессет 17-го созыва, 79-летний Этан фактически создал новую партию пенсионеров на базе партии «ГИЛЬ» («Гимлаим исраэлим ла-кнесет»), прежде ни разу не сумевшей преодолеть процентный барьер. Партия «ГИЛЬ» во главе с Эйтаном получила 7 мандатов в Кнессете 17-го созыва, он стал первым в истории Израиля Министром по делам пенсионеров. Однако в дальнейшем партия «ГИЛЬ», не сумев пройти в Кнессет ни в 2009, ни в 2013 году, отказалась от борьбы, и Рафи Эйтан ушёл на покой.
Умер 23 марта 2019 года в Тель-Авиве в возрасте 92 лет. Выражая соболезнование в связи с кончиной Рафи Эйтана, Председатель Кнессета Юлий Эдельштейн заявил: «Его вклад в упрочение безопасности Израиля и, в частности, в операцию по поимке в 1960 г. нацистского преступника Адольфа Эйхмана навсегда вписан в летопись еврейской истории».

## Личная жизнь
Был женат. У Рафи и его супруги Мирьям родилось два сына. В их семье также росла дочь супруги от её предыдущего брака с известным командиром бригады парашютистов Яиром Пеледом, погибшим в 1958 году.
В свободное время Рафи Эйтан увлеченно занимался скульптурой. За 30 лет он создал более 100 скульптурных произведений.